# Шармила Тагор
Шармила Тагор (известна също като Бегум Айеша Султана; родена на 8 декември 1944 г.) е индийска актриса, известна предимно с работата си във филми на хинди и бенгалски. Известна с актьорския си диапазон и красота, Тагор е носител на две национални филмови награди и награди на Filmfare, включително за цялостно творчество за приноса си към киното на хинди. През 2013 г. правителството на Индия я удостоява с Падма Бхушан, третото най-високо гражданско отличие в Индия за нейния принос към индийската култура чрез сценични изкуства.